# 益岡徹
益岡 徹（ますおか とおる、1956年8月23日 - ）は、日本の俳優。山口県下関市出身。株式会社仕事所属。神奈川県立横浜緑ケ丘高校、早稲田大学商学部卒業。身長181cm。血液型はAB型。

## 来歴・人物
- 高校時代はラグビーに打ち込んでいたが、文化祭の8ミリ映画でラーメン店の客として出演したのがきっかけで、演劇を志す[2][3]。
- 大学在学中はサークルでアングラ演劇に傾倒する一方、『影武者』など映画のエキストラ出演[注 1]を経験。
- 1980年の大学卒業後、『影武者』の主演でもあった仲代達矢主宰の無名塾に応募、当時約200倍の難関を突破し大橋吾郎らと共に第4期生となった[6]。

## 出演

### テレビドラマ

#### NHK
- 連続テレビ小説
  - はね駒（1986年） - 越後屋新之助
  - はっさい先生（1987年） - 成島冬彦
  - 風のハルカ（2005年） - 美浜克則
  - ウェルかめ（2009年） - 勅使河原重之
- 続イキのいい奴（1988年） - 中岡謙助
- 大河ドラマ
  - 翔ぶが如く（1990年） - 村田新八
  - 毛利元就（1997年） - 児玉就忠
  - 軍師官兵衛（2014年） - 櫛橋左京亮
  - 光る君へ（2024年） - 源雅信[7]
- 金曜時代劇
  - 赤頭巾快刀乱麻（1991年） - 柳生宗矩
- 土曜ドラマ
  - 新十津川物語（1992年） - 野田光一
  - 家族旅行（1995年） - 佐伯安夫
  - 官僚たちの夏（1996年） - 牧順三
  - こんにちは、母さん（2007年） - 萩尾文彦
  - チェイス〜国税査察官〜（2010年） - 新谷聡史（査察部統括官）
  - 芙蓉の人〜富士山頂の妻（2014年） - 語り
- 盲導犬クイールの一生（2003年） - 長谷川
- 笑う三人姉妹（2005年） - 安田勝
- 出雲の阿国（2005年） - ナレーション
- ちいさこべ（2006年） - 大工・大六
- トップセールス（2008年） - 浜崎常務
- 土曜時代劇
  - 隠密八百八町（2011年） - 遠藤成勝
- 我が家の問題 第3回「初めての里帰りに悩む妻」（2018年） - 岸本和寿
- 悪魔が来りて笛を吹く（2018年） - 椿英輔

#### 日本テレビ系
- NEWジャングル（1988年） - 太田
- 水曜グランドロマン 死刑囚からの恋歌（1991年） - 日高
- 日曜はダメよ（1993年）
- 伝説の教師（2000年） - 岡村公平
- リミット もしも、わが子が…（2000年、読売テレビ） - 相馬謙太郎
- レッツ・ゴー!永田町（2001年） - 早乙女太郎
- 天国への階段（2002年、読売テレビ） - 寺島浩一郎
- ウィルスパニック2006夏〜街は感染した〜（2006年） - 鵜川日出臣
- 私が私であるために（2006年） - 広瀬
- 神の雫（2009年） - 綿貫
- 火曜サスペンス劇場
  - 身辺警護10（2002年） - 江口啓一郎
  - 刑事・鬼貫八郎16（2004年） - 鳥居達彦

#### TBS系
- 雨よりも優しく（1989年） - 青山千尋の父
- 結婚したい男たち（1991年） - 土井洋介
- リスキー・ゲーム（1996年） - 黒岩英一
- 職員室（1997年） - 林徹也
- 恋のためらい（1997年） - 小野晴彦
- ママチャリ刑事（1999年） - 小泉昇
- 教習所物語（2000年） - 時庭譲
- ドールハウス（2004年） - 津川健太郎
- 金融腐蝕列島 再生（2005年、BS-i）
- ジョシデカ!-女子刑事-（2007年） - 青山光一郎
- 彗星物語（2007年） - 城田晋太郎
- あの戦争は何だったのか 日米開戦と東條英機（2008年） - 賀屋興宣
- 半沢直樹（2020年版）（2020年7月19日 - ） - 岡光秀
- 月曜ドラマスペシャル→月曜ミステリー劇場→月曜ゴールデン→月曜名作劇場
  - タクシードライバー咲坂都1（1996年5月6日） - 片瀬勲夫
  - 探偵 左文字進（1999年 - 2004年） - 矢部警部
  - ムコ入り刑事 高山家・明の事件ファイル - 渡良瀬信彦
    - ムコ入り刑事1 高山家・明の事件ファイル（2003年12月1日）
    - ムコ入り刑事2 高山家・明の事件ファイル（2005年12月12日）

  - 警視庁・内偵監察官 桜沢葵の事件簿（2005年3月7日） - 野沢武
  - 外科医零子4「ハートの240秒」（2006年2月20日） - 大友卓（菅屋卓）
  - 女タクシードライバーの事件日誌5「車載カメラは見た！」（2010年11月29日） - 安西透
  - 私は屈しない〜特捜検察と戦った女性官僚と家族の465日（2011年1月31日） - 山岸弘（モデルは弘中惇一郎）
  - 財務捜査官 雨宮瑠璃子7（2012年7月30日） - 佐山隆一
  - 警視庁機動捜査隊216IX「硝子の絆」（2018年6月18日） - 今里恒也
  - 新・浅見光彦シリーズ4「華の下にて」（2018年12月17日） - 牧原良毅

#### フジテレビ系
- 世にも奇妙な物語
  - 「息づまる食卓」（1990年） - 父親
  - 「ニュースおじさん」（1991年） - 本間晴彦
- 樅ノ木は残った（1983年） - 柿崎六郎兵衛
- 現代恐怖サスペンス「ししゃもと未亡人」（1987年、関西テレビ） - 日本電力工事作業員
- 男と女のミステリー
  - 飢餓海峡（1988年） - 味村刑事
  - 雨の脅迫者（1990年11月16日） - 佐伯直彦
- 世界で一番君が好き!（1990年） - 河合英一
- 十三人の刺客（1990年） - 平山九十郎
- 東京ストーリーズ（1990年）
- 天国から北へ3キロ（1991年） - 巴
- 金曜ドラマシアター「NASA〜未来から落ちてきた男〜」（1991年）
- 忠臣蔵 風の巻・雲の巻（1991年）- 大高源吾
- 逃亡者（1992年） - 田村刑事
- 悪魔のKISS（1993年）- 金田浩
- サスペンス明日の13章「狙われたプライバシー」（1993年、関西テレビ） - 沢島志郎
- 白の条件（1994年、関西テレビ） - 露口力
- 清水次郎長物語（1995年） - 友蔵
- 妊娠ですよ2（1995年、関西テレビ）
- 御家人斬九郎（1995年 - 2002年） - 西尾伝三郎
- 美味しんぼ（1995年 - 2007年） - 岡星精一
- 素晴らしき家族旅行（1996年） - 菊地友文
- 神様、もう少しだけ（1998年） - 有田佳克
- ナースのお仕事4（2002年） - 永島淳平
- アルジャーノンに花束を（2002年、関西テレビ） - 建部真一郎
- 顔（2003年） - 鶴田猛
- 夜桜お染　第2話「金の仏像」（2003年） - 半田彦四郎
- 剣客商売（2004年） - 林牛之助
- 海猿（2005年） - 津田晋平
- 盤嶽の一生 第10話「二人ばんがく」（2005年、時代劇専門チャンネル）- 村田甚兵衛
- 金曜エンタテイメント
  - 動く壁（1994年1月21日） - 新村浩二
  - おばさんデカ 桜乙女の事件帖2（1995年） - 能坂一
  - 松本清張スペシャル・霧の旗（1997年） - 小林誠一
  - サラリーマン刑事1（1998年） - 栗田和人
  - 寸劇刑事〜危機一発!踊るヌイグルミ劇団・スナイパーを追え〜（2004年8月6日） - 綿吹勲
- 金曜プレステージ
  - 十津川刑事の肖像5（2012年） - 寺沢信介
- 土曜プレミアム
  - 新美味しんぼ-PART3-海原雄山VS究極七人のサムライ!（2009年11月14日）
- 金田一耕助VS明智小五郎（2013年9月23日） - 浅原警部
- 家族の旅路 家族を殺された男と殺した男（2018年、東海テレビ） - 浅利孝信

#### テレビ朝日系
- 時空戦士スピルバン 第17話「迷宮のゲームゾーン」（1986年） - 戦闘機械人ブロッカー人間態
- 三匹が斬る 第12話「信濃路は鯉は鯉やで恋わずらい」（1988年） - 岩田藩士
- 暴れん坊将軍III 第46話「おイモを生んだ目安箱」（1989年） - 青木昆陽
- 心室細動（1998年） - 宮城刑事
- 氷点2001（2001年） - 高木雄二郎
- ミステリー民俗学者 八雲樹（2004年） - 羽根井豊
- 京都地検の女（2005年 - ） - 池内弘二
- PS -羅生門-（2006年） - 田辺監察官
- 相棒 season7 第11話「越境捜査」（2009年1月14日） - 早川仁志
- さよならが言えなくて（2009年） - 門倉将一
- 臨場 続章（2010年） - 五代恵一（刑事部長）
- 遺留捜査
  - ゲスト
    - スペシャル（2014年8月9日） - 島田敦司

  - 氏家隆明
    - 第5シーズン
      - 第3話「赤目のカブト虫〜父になれなかった男!?」（2018年7月19日）
      - 最終話「糸村、最後の事件!! 特対VS1000億の発明を狙う爆弾犯！カラフルな魚の鱗に美人科学者の秘密…二重三重の罠で糸村ついに殉職!?」（2018年9月13日）

    - スペシャル（2018年11月11日）
- 出入禁止の女〜事件記者クロガネ〜（2015年） - 二宮正人
- 検事の死命（2015年） - 井原智之[8]
- ストレンジャー〜バケモノが事件を暴く〜（2016年） - 稲村史郎
- ドラマスペシャル・白日の鴉（2018年1月11日） - 玉蔵重成
- 土曜ワイド劇場→土曜プライム・土曜ワイド劇場
  - 幽霊半島（1984年）
  - 殺意のバカンス1（1993年11月6日） - 東坂猛
  - 秋の殺人者（1995年10月14日） - 佐伯優一
  - 女警察署長・美佐子（2003年） - 井高修平
  - はみだし弁護士・巽志郎9（2005年9月17日、朝日放送） - 中島篤
  - 家政婦は見た!24（2006年） - 山崎
  - 牟田刑事官VS終着駅の牛尾刑事そして事件記者冴子（2006年） - 矢沢隆一郎
  - 交渉人 遠野麻衣子（2010年）
  - 逆転報道の女（2012年 - ） - 大倉健
  - 再捜査刑事・片岡悠介3（2012年3月24日） - 兵藤耕作
  - アナザーフェイス〜刑事総務課・大友鉄〜1（2012年5月26日、朝日放送） - 牛山管理官
  - 終着駅シリーズ
    - 終着駅シリーズ27「悪の魂」（2013年9月28日） - 本宮勝寿
    - 終着駅シリーズ33「ガラスの密室」（2018年6月24日） - 七条孝文（日曜プライム枠で放送）

  - 司法教官・穂高美子5（2016年10月29日） - 早見昭雄
- 日曜プライム
  - 法医学教室の事件ファイル44（2018年8月12日） - 倉重啓司
  - 西村京太郎トラベルミステリー70「十津川警部VS鉄道捜査官・花村乃里子」（2019年3月17日） - 森山久司

#### テレビ東京系
- 水曜ミステリー9
  - 篝警部補の事件簿2（2003年） - 伊吹哲典
  - 新米事件記者・三咲（2005年 - ） - 杜乃恵介
  - 北海道警事件ファイル 警部補 五条聖子（2012年 - ） - 片桐陽一郎
  - 多摩南署たたき上げ刑事・近松丙吉11（2013年） - 中石俊哉
  - 嫌われ監察官 音無一六〜警察内部調査の鬼〜1（2013年） - 羽佐間史郎
  - 警視庁特命刑事☆二人2（2017年） - 森末哲平
- 女と愛とミステリー「48時間の恐怖・時計の針がナイフに変わるとき」（2004年） - 夏八木鉄人
- 水曜シアター9
  - 捜査検事・近松茂道9（2010年） - 二本松警部
- 新幹線をつくった男たち（2004年） - 林田記者
- よろずや平四郎活人剣（2007年） - 明石半太夫（肥後浪人）
- ケータイ捜査官7（2008年） - 宗田雅芳
- 本当と嘘とテキーラ（2008年） - 川本克也
- 模倣犯（2016年） - 神崎警部
- 石川五右衛門（2016年） - 奥山公継

#### WOWOW
- レディ・ジョーカー（2013年） - 倉田誠吾
- メガバンク最終決戦（2016年） - 高柳正行
- 悪党〜加害者追跡調査〜（2019年） - 佐伯敏夫
- HOTEL -NEXT DOOR-（2022年9月10日 - 10月15日） - 中条浩二[9]
- ゴールドサンセット（2025年） - 吉松一雄[10]

#### 時代劇専門チャンネル
- 鬼平外伝 正月四日の客（2013年） - 清蔵
- 鬼平外伝 老盗流転（2013年） - 清蔵

### インターネットドラマ
- KADOKAWAシネマアンソロジー「セコい誘拐」（2002年、角川書店[11]） - 主演・上条敏夫 役
- フクロウと呼ばれた男（2024年、Disney+）- 丸山ひろし 役[12]

### 映画
- 影武者（1980年） - 足軽※クレジットなし
- 日本の熱い日々 謀殺・下山事件（1981年）
- なんとなく、クリスタル（1981年）
- 鬼龍院花子の生涯（1982年） - 精
- 野獣刑事（1982年） - 田中輝一
- 蜜月（1984年） - 好天
- 北の螢（1984年） - 神田外記
- アギ 鬼神の怒り（1984年） - 太郎
- 結婚案内ミステリー（1985年） - 横井
- テラ戦士ΨBOY（1985年） - ゴールデン・フレイム／シンゴ
- 熱海殺人事件（1986年） - 吉岡
- 吉原炎上（1987年） - 野口
- マルサの女2（1988年） - 三島
- スウィートホーム（1989年） - 若い上役
- 螢（1989年） - 二宮
- 舞姫（1989年） - 相沢謙吉
- 嵐の中のイチゴたち（1989年） - 青戸先生
- ハラスのいた日々（1989年） - 平田秀行
- 夜逃げ屋本舗シリーズ - 野口浩介
  - 夜逃げ屋本舗（1992年）
  - 夜逃げ屋本舗2（1993年）
  - 大夜逃 〜夜逃げ屋本舗3〜（1995年）
- 七人のおたく cult seven（1992年） - 丹波達夫／ダン
- 子連れ狼 その小さき手に（1993年） - 柳生蔵人
- 毎日が夏休み（1994年） - 小林
- とられてたまるか!?（1994年）
- エイジアン・ブルー 浮島丸サコン（1995年）- 林安生
- マルタイの女（1997年） - 検事
- Beautiful Sunday（1998年） - 中年男
- コキーユ Coquille 貝殻（1999年） - 谷川次郎
- ぷりてぃ・ウーマン（2003年） - 鮫島光吉
- ゲロッパ!（2003年） - 田中支配人
- 阿修羅のごとく（2003年） - 緒方
- 幸福の鐘（2003年） - 神崎正一朗
- ゴジラ×モスラ×メカゴジラ 東京SOS（2003年） - 神崎機龍整備班・班長[1]
- HAZAN（2004年）- 岡倉天心
- 東京原発（2004年） - 原子力安全委員・松岡
- でらしね（2004年） - 岡本光太郎
- 釣りバカ日誌シリーズ - 舟木課長
  - 釣りバカ日誌15 ハマちゃんに明日はない!?（2004年）
  - 釣りバカ日誌16 浜崎は今日もダメだった♪♪（2005年）
  - 釣りバカ日誌17 あとは能登なれハマとなれ!（2006年）
  - 釣りバカ日誌18 ハマちゃんスーさん瀬戸の約束（2007年）
  - 釣りバカ日誌19 ようこそ!鈴木建設御一行様（2008年）
  - 釣りバカ日誌20 ファイナル（2009年）
- 草の乱（2004年）- 大井憲太郎
- ALWAYS 三丁目の夕日（2005年） - ゴールデン座・支配人
- 県庁の星（2006年） - 浅野卓夫
- かかしの旅（2006年） - 山下先生
- 不老長寿 Eternally Yours（2006年）※短編 - 大洞吹男
- それでもボクはやってない（2007年） - 田村精一郎
- 象の背中（2007年） - 山城
- 落語娘（2008年） - 三松家柿紅
- 容疑者Xの献身（2008年） - 葛城修二郎
- K-20 怪人二十面相・伝（2008年） - 浪越警部
- ドロップ（2009年） - 医師
- ガマの油（2009年） - ガマの油売り
- 真夏のオリオン（2009年） - 田村俊雄
- 脇役物語（2010年） - 主演・松崎ヒロシ
- 仮面ライダー×仮面ライダー フォーゼ&オーズ MOVIE大戦MEGA MAX（2011年） - レム・カンナギ
- 聯合艦隊司令長官 山本五十六（2011年） - 草野嗣郎[13]
- 宇宙兄弟（2012年） - 父
- 臨場・劇場版（2012年） - 五代恵一
- 相棒 -劇場版IV- 首都クライシス 人質は50万人! 特命係 最後の決断（2017年） - 佐橋健作
- 空母いぶき（2019年） - 石渡俊通[14]
- おとなの事情 スマホをのぞいたら（2021年） - 六甲隆
- シン・ウルトラマン（2022年） - 狩場邦彦[15][16]
- 愛にイナズマ（2023年） - 則夫[17]
- 雪の花 -ともに在りて-（2025年） - 中根雪江[18][19]
- 少年と犬（2025年） - 中垣和夫 役[20][21]
- 雪風 YUKIKAZE（2025年） - 葛原芳雄[22]

### 舞台
- ソルネス（1980年、無名塾）※舞台監督助手だったが急遽代役出演・初舞台
- マンドラゴラ：毒の華（1981年、無名塾） - シーロ/フィオレンティノ
- マクベス（1982年、無名塾） - ダンカン
- ハムレット（1983年、無名塾） - クローディアス
- ハロルドとモード（1984年、無名塾） - マシュウ博士
- 恐怖時代（1985年）
- どん底（1985年、無名塾） - 男爵
- BENT（1986年）
- モビィディックリハーサル（1986年）
- プァーマーダラー（1986年、無名塾） - アレクセイ・コンスタンチーノヴィチ・サヴェリョーフを演じる検察官らしき者
- 出口なし!（1994年、PARCO劇場） - 神宮音彦
- 君となら〜Nobody Else But You（1995年、PARCO劇場） - 諸星玄也
- 巌流島（1996年、PARCO劇場） - 佐々木小次郎
- チュニジアの歌姫（1997年、JIS企画） - ダーク
- アート（1999年、松竹） - セルジュ
- 闇に咲く花（1999年、こまつ座） - 健太郎
- ピカドン・キジムナー（2001年、新国立劇場） - 玉城照政
- かもめ（2002年、新国立劇場） - トリゴーリン
- GOOD（2004年、PARCO劇場） - モーリス
- ルーマーズ（2006年、PARCO劇場） - ケン
- ひばり（2007年、Bunkamuraシアターコクーン） - コーション
- Embers エンバース 〜燃え尽きぬものら〜（2008年、俳優座劇場 / 2009年、俳優座劇場ほか） - コンラッド
- 炎の人（2009年、天王洲 銀河劇場） - ゴーガン
- ヘッダ・ガーブレル（2010年、新国立劇場） - イェルゲン・テスマン
- 炎の人（2011年、天王洲 銀河劇場）
- 負傷者16人（2012年、新国立劇場） - ハンス
- ショーシャンクの空に（2013年、サンシャイン劇場ほか） - レッド
- 一人二役 殺したいほどジュテーム（2016年、シアター1010 ほか） - リシャール / ミシェル 役（2役）[23]
- ビリー・エリオット〜リトル・ダンサー〜（2017年・2024年、赤坂ACTシアターほか） - ビリーの父 役[24]
- 奇跡の人（2019年4月13日 - 29日、東京芸術劇場プレイハウス / 2019年5月4日 - 5日、富山県民会館ホール / 2019年5月11日 - 12日、鳥栖市民文化会館 大ホール / 2019年5月17日 - 19日、梅田芸術劇場シアター・ドラマシティ / 2019年5月25日 - 26日、浜松市浜北文化センター） - アーサー・ケラー
- A・NUMBER（2022年10月、紀伊國屋サザンシアター 他） - ソルター 役[25]
- ケイン&アベル（2025年1月22日 - 2月16日、東急シアターオーブ / 2月 - 3月、新歌舞伎座） - アラン・ロイド 役[26][27]
- 反乱のボヤージュ（2025年5月6日 - 16日、新橋演舞場 / 6月1日 - 8日、大阪松竹座） - 宅間玲一 役[28]
- 大地の子（2026年2月26日 - 3月17日〈予定〉、明治座） - 松本耕次 役[29]

### 劇場アニメ
- ホーホケキョ となりの山田くん（1999年） - 山田たかし

### ラジオドラマ
- アドベンチャーロード　21世紀のユリシーズ（1987年1月19日 - 30日、（NHK-FM）
- FMシアター（NHK-FM）
  - 砂時計（1988年7月2日）
  - 幻の魚ハリンサバの告別（1988年8月20日）
  - さらば、16文キック！（1999年4月24日） - 吉村茂一 役
  - ダイニングテーブル（1999年12月18日） - 鈴木 役
  - 障子の穴の天の川（2003年1月11日） - 悟 役　※第29回放送文化基金賞ラジオ番組賞
  - 月光のパルス（2004年11月13日）
  - 新宿百太郎の伝説（2004年12月18日） - 山岸 役
  - 島の密航先生（2009年3月21日）
  - 命の汽笛（2013年11月16日）
  - レールバイク（2015年3月28日） - 郁夫 役
  - 「男と女」と男と女（2017年11月25日） - 鈴木 役
- 特集オーディオドラマ　赤い月（2002年1月2日 - 4日、 NHK-FM）

### ドキュメンタリー
- グレートジャーニー 2 - 8（フジテレビ、1995年 - 2002年） - ナレーション
  - 国立科学博物館特別展「グレートジャーニー 人類の旅」（国立科学博物館・フジテレビジョン主催、2013年3月 - 6月） - ナビゲーター
- 世界わが心の旅「グァダルキビール河に私の灰を〜天本英世」（NHK、1997年） - ナレーション
- 永平寺 修行の四季（NHK、2001年） - ナレーション
- ドミニカ移民 苦闘の半世紀（鹿児島放送、2004年） - ナレーション　※第13回FNSドキュメンタリー大賞優秀賞
- 日本人カメラマン 野生に挑む「白夜のフクロウ王国 スカンジナビア〜嶋田忠」（NHK、2005年） - ナレーション
- ドミニカ移民 50年の叫び（鹿児島放送、2006年） - ナレーション　※2007年日本民間放送連盟賞 テレビ報道番組部門優秀賞
- クイズ日本の顔（NHK、2006年4月 - 2007年3月） - ナレーション
- 課外授業 ようこそ先輩「二十歳の同窓会/原田泰治とこどもたちの約束」（NHK、2006年） - ナレーション
- ハイビジョンふるさと発「あの炎を忘れない〜市民が描いた福井空襲の絵〜」（NHK福井、2007年） - ナレーション
- 金曜プレステージ（フジテレビ）
  - 最強ドクターが救った命と家族の絆スペシャル〜最先端医療の奇跡と感動ドキュメント2（2006年） - ナレーション
  - 地球デイプロジェクト グレートジャーニースペシャル 日本人の来た道 ヒマラヤ〜日本15000キロ（2008年3月） - ナレーション
  - 中村勘三郎 特別企画シリーズ（2007年 - 2010年）　※2007年日本民間放送連盟賞 テレビ教養部門優秀賞
- ふるさと発スペシャル「国宝を創った男、六角紫水」（NHK-BShi、2008年11月） - ナレーション
- ガイアの夜明け（テレビ東京、2014年）[30] - ナレーション
- すけっち（テレビ東京、2014年4月2日 - ） - 出演・ナレーション

### CM
- JR東海「特急あさぎり」（1991年）
- キリンビール - 「よろこびがあふれ出す　娘とグラス」篇（2020年 - ）。高橋惠子と共演[31]。